# Europa dos 15
A Europa dos 15 é a expressão que era utilizada na altura em que a União Europeia só tinha quinze membros.
Actualmente, o conceito da Europa dos 15 é utilizado, em conjunto com o conceito da Europa dos 27 (vinte e sete), em sondagens, estudos e recenseamentos.

## Os 15 países mais desenvolvidos da Europa
- Alemanha
- Áustria
- Bélgica
- Dinamarca
- Espanha
- Finlândia
- França
- Grécia
- Irlanda
- Itália
- Luxemburgo
- Países Baixos
- Portugal
- Reino Unido- atualmente não pertencente
- Suécia

cudalcita e a capital da suecia